# Caffe
Caffe ist eine Programmbibliothek für Deep Learning. Sie wurde von Yangqing Jia während seiner Ph.D.-Zeit am Vision and Learning Center der University of California, Berkeley entwickelt.
Caffe hat zuerst die MATLAB-Implementierung von schnellen Convolutional Neural Networks (CNN) nach C und C++ portiert. Caffe enthält zahlreiche Algorithmen und Deep-Learning-Architekturen für die Klassifikation und Clusteranalyse von Bilddaten. CNN, R-CNN (Rekurrentes neuronales Netz), LSTM (Long short-term memory) und vollständig verbundene neuronale Netze werden unterstützt. Mit Caffe kann die Grafikprozessor-basierte Beschleunigung mit cuDNN von Nvidia genutzt werden.
Als hauptsächliche Programmierschnittstelle sind Python (NumPy) und MATLAB vorgesehen. Yahoo hat Caffe in Apache Spark eingebunden (caffeonspark) um Deep Learning verteilt zu verwenden.